# Anju Dhillon
Anju Dhillon (née en 1979) est une avocate et femme politique canadienne. Elle est depuis octobre 2015 députée libérale de la circonscription de Dorval—Lachine—LaSalle à la Chambre des communes du Canada. De décembre 2015 à janvier 2017, elle est secrétaire parlementaire du gouvernement pour la Condition féminine.

## Biographie
D'origine sikhe et membre d'une famille originaire du Pendjab, Anju Dhillon est née à Montréal. Après avoir étudié en science politique à Concordia, elle fait son droit à l'Université de Montréal. Elle est la première personne de la communauté sikhe admise à pratiquer devant les tribunaux du Québec. Elle est bénévole au sein du Parti libéral du Canada depuis l'adolescence, étant active dans l'association libérale de la circonscription de LaSalle—Émard. Comme avocate, elle pratique le droit civil et pénal ainsi que le droit familial. La plus grande partie de sa clientèle vient de la communauté sikhe de LaSalle, le quartier de Montréal où elle a vécu toute sa vie, qui compte près de 8000 personnes. Elle maitrise cinq langues, soit le pendjabi, l'ourdou et l'hindi, en plus du français et de l'anglais.

### Carrière politique
Anju Dhillon milite depuis l'âge de 13 ans dans l'association libérale de LaSalle—Émard, circonscription dont le député était le futur premier ministre Paul Martin. Elle a été vice-présidente pour les jeunes, puis vice-présidente pour les femmes dans l'exécutif de cette association. En 2013, elle accepte l'invitation de Denis Coderre et pose sa candidature pour le poste de conseiller municipal du district Cecil-P.-Newman de l'arrondissement LaSalle aux élections municipales de Montréal. Elle est défaite par une cinquantaine de voix.
Elle est de nouveau candidate, cette fois aux élections fédérales de 2015, dans la nouvelle circonscription de Dorval—Lachine—LaSalle. Elle est élue avec 55 % des voix. Le 2 décembre suivant, elle est nommée secrétaire parlementaire de la ministre de la Condition féminine, Patricia Hajdu et conserve ce poste jusqu'en janvier 2017.